# Daulatpur-Saturia-Tornado

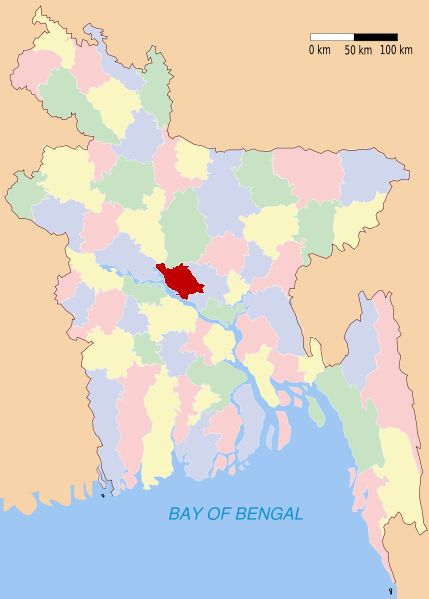
Der Distrikt Manikganj, in dem der Tornado auftrat

Der Daulatpur-Saturia-Tornado, auch Saturia-Tornado, war ein Tornado, der am 26. April 1989 im Distrikt Manikganj in Bangladesch große Zerstörung anrichtete. Nach Schätzungen der Weltorganisation für Meteorologie war er mit etwa 1300 Todesopfern der gemessen an der Opferzahl schwerste Tornado aller Zeiten.

## Entstehung
In den Monaten vor und nach dem Monsun treten im Gangesbecken, in dem Bangladesch liegt, regelmäßig Gewitter auf. Über Ostbangladesch und Westbengalen in Indien ist die atmosphärische Instabilität, die Gewitterstürme begünstigt, besonders hoch; viele Stürme (genannt Kalbaishakhi) ziehen aus dieser Region gen Südosten. Pro Jahr gibt es in Bangladesch etwa sechs Tornados, am häufigsten treten sie im April auf. Am 25. April 1989 bildete sich ein 1000-hPa-Tiefdruckgebiet über Bihar und Westbengalen in Indien, ein Trog reichte nach Osten bis Bangladesch. Am 26. April näherte sich ein weiteres Tief von Madhya Pradesh und sorgte zusammen mit einem Hochdruckrücken über China für einen hohen Druckgradienten über Bangladesch. Der Westwind des Jetstreams sorgte für starke Windscherung, die zum folgenden Superzellengewitter beitrug, das sich gegen 12:00 UTC über dem Land gebildet hatte.

## Ereignis
Gegen 18:30 Uhr (12:30 UTC) entstand ein Tornado nahe der Stadt Daulatpur. Er bewegte sich ostwärts durch die Stadt und schließlich nach Nordosten in die Stadt Saturia. Die vorangegangenen sechs Monate war die Region von einer Dürre betroffen gewesen. Der Weg des Tornados war etwa 80 km lang (nach anderen Angaben nur 13 km); über eine Fläche von 150 km² richtete der Wirbelsturm enorme Schäden an. Die Breite der Schneise wurde bis maximal anderthalb Meilen (etwa 1,5–2,5 km) angegeben. Die Städte Saturia und Manikganj wurden fast komplett zerstört. Die maximale Windgeschwindigkeit wurde zwischen 338 und 418 km/h geschätzt, was Stufe 3,5 auf der Fujita-Skala entspricht (die Weltorganisation für Meteorologie stufte den Tornado als Stufe 3 ein). Andere Schätzungen geben Windgeschwindigkeiten von 405 km/h oder 180 bis 350 km/h an. Andere Quellen geben auch Stufe 5 an. Genaue Daten sind nicht bekannt, da die schlechte strukturelle Integrität der Gebäude in der armen Region die Stärke des Windes schwer zu bestimmen machte.
Im Distrikt Narsingdi bildete sich zur gleichen Zeit ein weiterer Tornado, der fünf Tote und 500 Verletzte forderte.

## Folgen
Informationen zu dem Ereignis sind begrenzt. In der betroffenen Region im Großraum Dhaka herrschten ärmliche, slumähnliche Verhältnisse. Es gab weder eine Warnung noch Schutzräume, und die Häuser konnten dem Wind nicht standhalten. Zahlreiche Bäume wurden entwurzelt und innerhalb einer Fläche von 6 km² alle Behausungen zerstört. Die Zerstörung wurde als so komplett beschrieben, dass außer einigen Baumstämmen keine stehenden Strukturen übrigblieben.
Etwa 80.000 Menschen wurden obdachlos. Nach Angaben der Weltorganisation für Meteorologie 2017 gab es 12.000 Verletzte und 1300 Tote. Es besteht jedoch große Unsicherheit ob der Opferzahlen. Zeitgenössische Quellen wie die New York Times sprachen von 600 oder 500–600 Toten, 200 Vermissten und 20 zerstörten Dörfern. Einige Tage später berichtete der Chicago Tribune von über 1000 Toten. Die London Times berichtete fünf Tage nach der Katastrophe von 1300 Toten und 80.000 Obdachlosen, die weiterhin auf der Straße lebten und einen weiteren Sturm hatten überstehen müssen. Die Armee lieferte Hilfen, um Hungersnot und Epidemien vorzubeugen. In einer Untersuchung von 2022 wurde die Anzahl der Opfer mit 256 angegeben, stattdessen wurde ein Tornado in Dhaka am 14. April 1969 mit 922 Toten als Tornado mit den meisten Todesopfern identifiziert.
Unter anderem die Vereinigten Staaten, China, Indien und die Niederlande boten internationale Hilfe an.